# ستيف تشيك
ستيف تشيك (بالإنجليزية: Steve Cheek)‏ هو لاعب كرة قدم أمريكية أمريكي، ولد في 18 أبريل 1977 في وستفيلد في الولايات المتحدة.